# Olivier Doran
Pour les articles homonymes, voir Doran.
Olivier Doran ou Olivier Dorangeon, né le 1er juillet 1963 à Paris, est un acteur, scénariste, réalisateur et animateur de télévision français.

## Biographie
Lycéen au cours littré Paris 10e.
Il suit des études à l'IUT de communication de Paris Descartes où il rencontre son ami Jean-Luc Delarue.
En 1986, il anime avec Jean-Luc Delarue, l'émission Une Page de Pub sur TV6.
Il fait notamment une apparition dans La Cité de la peur en 1994. Pour son jeu, et sa réalisation,[réf. souhaitée] il est récompensé au Festival international du film de Luchon en remportant le grand prix de la fiction en 2000 pour le téléfilm Ces forces obscures qui nous gouvernent.

## Filmographie

### Comme acteur
- 1992 : À la vitesse d'un cheval au galop de Fabien Onteniente – le marié
- 1994 : Perle rare d'Olivier Doran
- 1994 : La Cité de la peur d'Alain Berberian — Jean, le présentateur des marches.
- 1995 : Tom est tout seul de Fabien Onteniente – Olivier
- 1995 : Fast de Dante Desarthe – Lionel
- 1995 : Un jour ou l'autre de Laurent Brochand
- 1995 : Bazooka de Laurent Brochand
- 1996 : Didier d'Alain Chabat
- 1998 : Seul contre tous de Gaspar Noé — le présentateur
- 2000 : Ces forces obscures qui nous gouvernent
- 2001 : Balibalo de Marc Andréoni – membre de la meute
- 2002 : 3 zéros de Fabien Onteniente – le coach en prison
- 2002 : Mon Idole (prêts à tout pour réussir ?) de Guillaume Canet – un technicien télé (non crédité)
- 2004 : Comme une image d'Agnès Jaoui – François Galland
- 2004 : Narco de Gilles Lellouche et Tristan Aurouet – le manager de la pizzeria
- 2005 : Espace détente de Bruno Solo et Yvan Le Bolloc'h – le journaliste de Télé Chimoux
- 2006 : Camping de Fabien Onteniente – l'animateur du shogun
- 2007 : Pur Week-end d'Olivier Doran – le capitaine Réveillère
- 2010 : Tournée de Mathieu Amalric
- 2018 : Place Publique d'Agnès Jaoui — Thomas, l'acteur
- 2018 : Les Michetonneuses d'Olivier Doran - Le lieutenant de police
- 2022 : Les Enfants des justes de Fabien Onteniente - Gendarme

### Comme scénariste
- 1992 : À la vitesse d'un cheval au galop de Fabien Onteniente
- 1994 : Perle rare d'Olivier Doran
- 1997 : Le Déménagement d'Olivier Doran
- 2007 : Pur Week-end d'Olivier Doran
- 2014 : Divin Enfant d'Olivier Doran
- 2018 : Pomare, la reine du Pacifique de Francis Bianconi[2]

### Comme réalisateur
- 1994 : Perle rare
- 1997 : Le Déménagement
- 2007 : Pur Week-end
- 2009 : Le Coach
- 2014 : Divin Enfant